# (9924) 1981 EM24
(9924) 1981 EM24 (1981 EM24, 1988 XN2) — астероїд головного поясу, відкритий 2 березня 1981 року.
Тіссеранів параметр щодо Юпітера — 3.320.